# Kinnared–Fegens Järnväg
Kinnared–Fegens Järnväg, (KFJ) var en 11,5 km lång 1435 mm normalspårig järnväg mellan Kinnared och Fegen i Hallands län.

## Historia

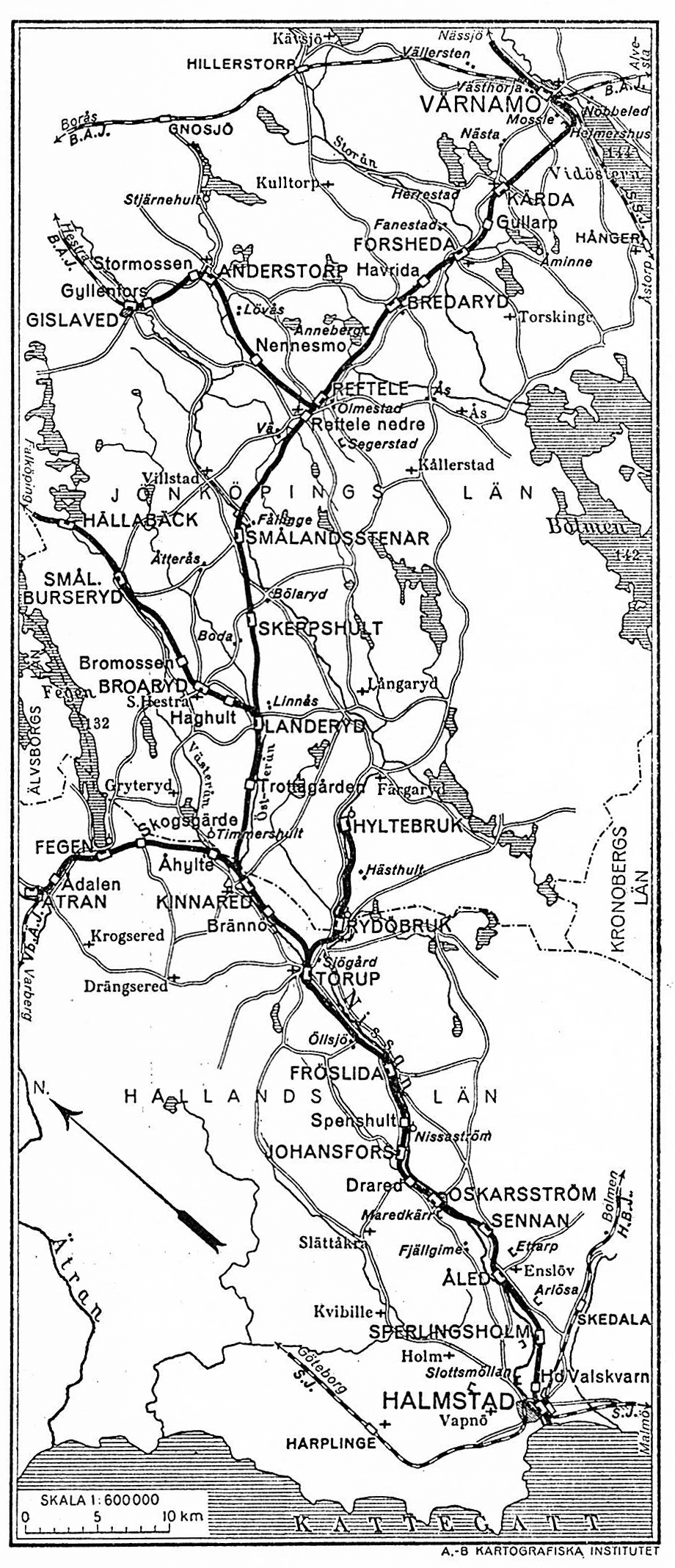
HNJ. Karta 1926

I mitten på 1870-talet beviljades en koncession för en järnväg som aldrig byggdes från Kinnared via Fegen och Ullared till Varberg. Ett antal intressenter där bolaget Wallbergs Fabriks AB var tongivande var fortfarande intresserade av en järnväg i området och erhöll en koncession den 18 januari 1884 för sträckan mellan Kinnared och Fegen. Wilhelm Wallberg tog över koncession samma år och byggde järnvägen i egen regi. Järnvägen utgick från Halmstad–Jönköpings Järnvägsaktiebolag (HJJ) station i Kinnared anlagd i september 1877. KFJ öppnade för allmän trafik den 3 september 1885. 
KFJ hade inga egna järnvägsfordon utan gjorde en överenskommelse med Halmstad–Nässjö Järnvägar (HNJ) trafikerade järnvägen. HJJ hade försatts i konkurs den 26 januari 1885 och konkursboet köptes av det nybildade bolaget Halmstad–Nässjö Järnvägsaktiebolag (HNJ) som tog över den 29 juni 1885.
Järnvägsbolaget blev kortvarigt, och redan efter drygt ett halvår, den 26 mars 1886, såldes järnvägen till HNJ för 360 000 kr och koncessionen övergick till detta bolag.
Wilhelm Wallberg byggde en fortsättning Fegen–Ätrans Järnväg (FÄJ) som öppnade för trafik den 18 mars 1887 och som HNJ också köpte. Den ursprungliga tänkta sträckan Kinnared-Varberg blev färdig den 1 april 1911 när Varberg–Ätrans Järnväg (WbÄJ) öppnade för trafik. HNJ tecknade ett avtal med WbÄJ som trafikerade KFJ och FÄJ mellan 1911 och 1917.
När WbÄJ gick i konkurs 1932 tog Riksgäldskontoret över och tecknade ett avtal med HNJ som bildade ett dotterbolag Varberg-Kinnared Trafik AB. Detta bolag skötte trafiken mellan Kinnared och Varberg fram till 1936 när HNJ sade upp avtalet med Riksgäldskontoret. HNJ körde därefter trafiken på KFJ fram till 1945 när Svenska staten köpte HNJ med KFJ och järnvägen införlivades i Statens Järnvägar.
Trafiken på gamla KFJ upphörde den 1 februari 1961 och banan revs samma år.

## Nutid
Delar av banvallen är numera mindre vägar.

## Källhänvisningar
1. ↑  BANVAKT.se Bandel 522
2. ↑  Historiskt om Svenska Järnvägar 522 Kinnared - Ätran
3. 1 2 3  Historiskt om Svenska Järnvägar HNJ, Halmstad - Nässjö Järnvägar
4. 1 2  Historiskt om Svenska Järnvägar WbÄJ, Varberg - Ätrans Järnväg